# Дягель лісовий
Дягель лісовий, дудник лісовий (Angelica sylvestris) — вид трав'янистих рослин родини окружкові або зонтичні (Apiaceae, syn. Umbelliferae). Етимологія: лат. sylvestris — «лісовий».

## Опис

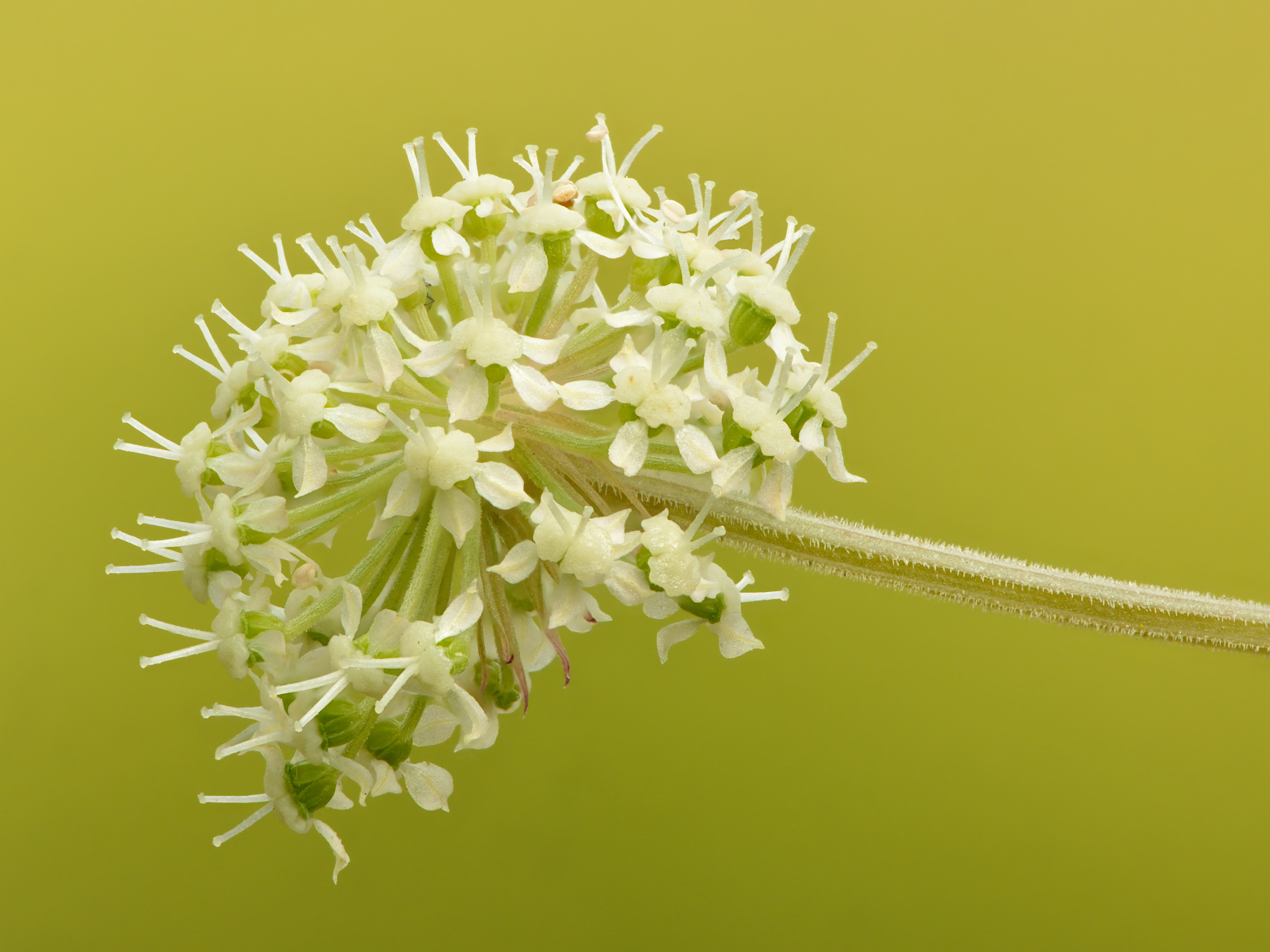
Квіти

Багаторічник. Стебла прямостоячі, 0,5–1,5(-2,5) м, як правило, дещо червонуваті. Базальне листя може досягати в довжину від 30 до 60 сантиметрів. Листочки яйцеподібні, різко гострі, тісно й дрібно зазубрені, до 8 см завдовжки. Парасольки з 18–30 променями. Пелюстки від білих до рожево-білих. Плоди 4–5 мм. 2n=22.

## Поширення
Вид росте в Європі (Білорусь, Естонія, Латвія, Литва, Молдова, Росія, Україна, Австрія, Бельгія, Чехія, Німеччина, Угорщина, Нідерланди, Польща, Словаччина, Швейцарія, Данія, Фінляндія, Ісландія, Ірландія, Норвегія, Швеція, Сполучене Королівство, Албанія, Боснія і Герцеговина, Болгарія, Хорватія, Греція, Італія, Македонія, Румунія, Словенія, Франція, Португалія, Іспанія) й Азії (Грузія, Китай — Синьцзян, Росія, Сирія, Туреччина). Також культивується.

## Екологічна приуроченість
Населяє базово багаті ґрунти в найрізноманітніших місцях проживання, в тому числі вологі ліси, волого-нейтральні трав'янисті площі, болота, трясовини й високотравні драговини, морські скелі, невипасні й гірські трав'яні площі й гірські уступи. В Україні зростає у долинах річок, сирих лісах, на вологих луках. Зростає поодиноко — у більшій частині України, крім Криму. В Степ заходить тільки по долинах річок.

## Використання
Трава дудника містить білок (понад 11,5 %), жири (понад 7%), клітковину (~19%), різноманітні макро- та мікроелементи. У плодах близько 17 % жирної олії, а кореневища містять ефірну олію.
Використовувався як овоч до 20-го століття. Стебло можна їсти свіжим, а з листя тушкувати. Рослина запобігає цинзі. Пахуче зілля вживається як приправа, якою ароматизують салати, перші та другі страви, соління, маринади. Молоді стебла та черешки листків очищають від шкірки і зацукровують. На коренях дудника настоюють горілку та настоянки.
Корені дудника жують для вгамування зубного болю, що вшухає за 20-30 хв. Коріння використовувалося в традиційній австрійській медицині.
Рослина також може використовуватися для фарбування.
Вирощується як декоративна. Має культурний сорт 'EBONY' з рожевими квітами та бордовим листям.

## Галерея

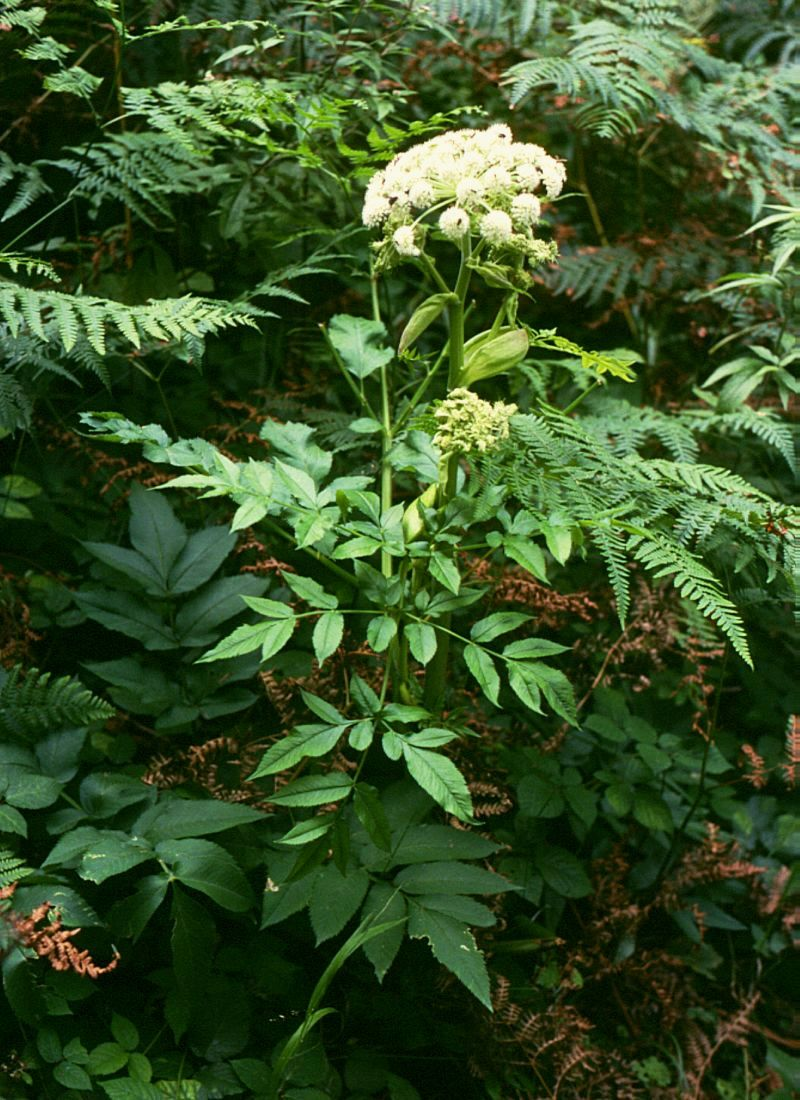
Загальний вид рослини
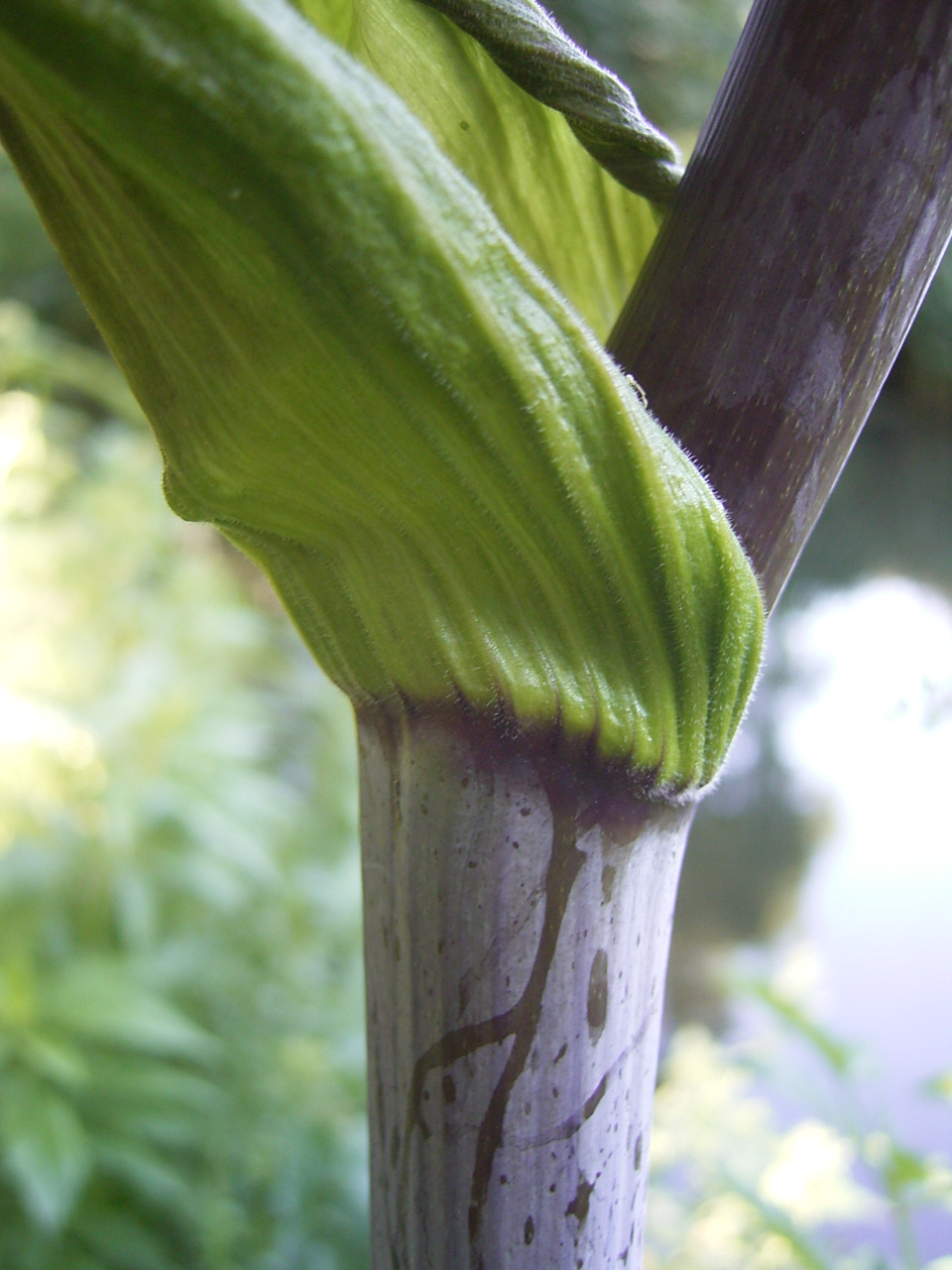
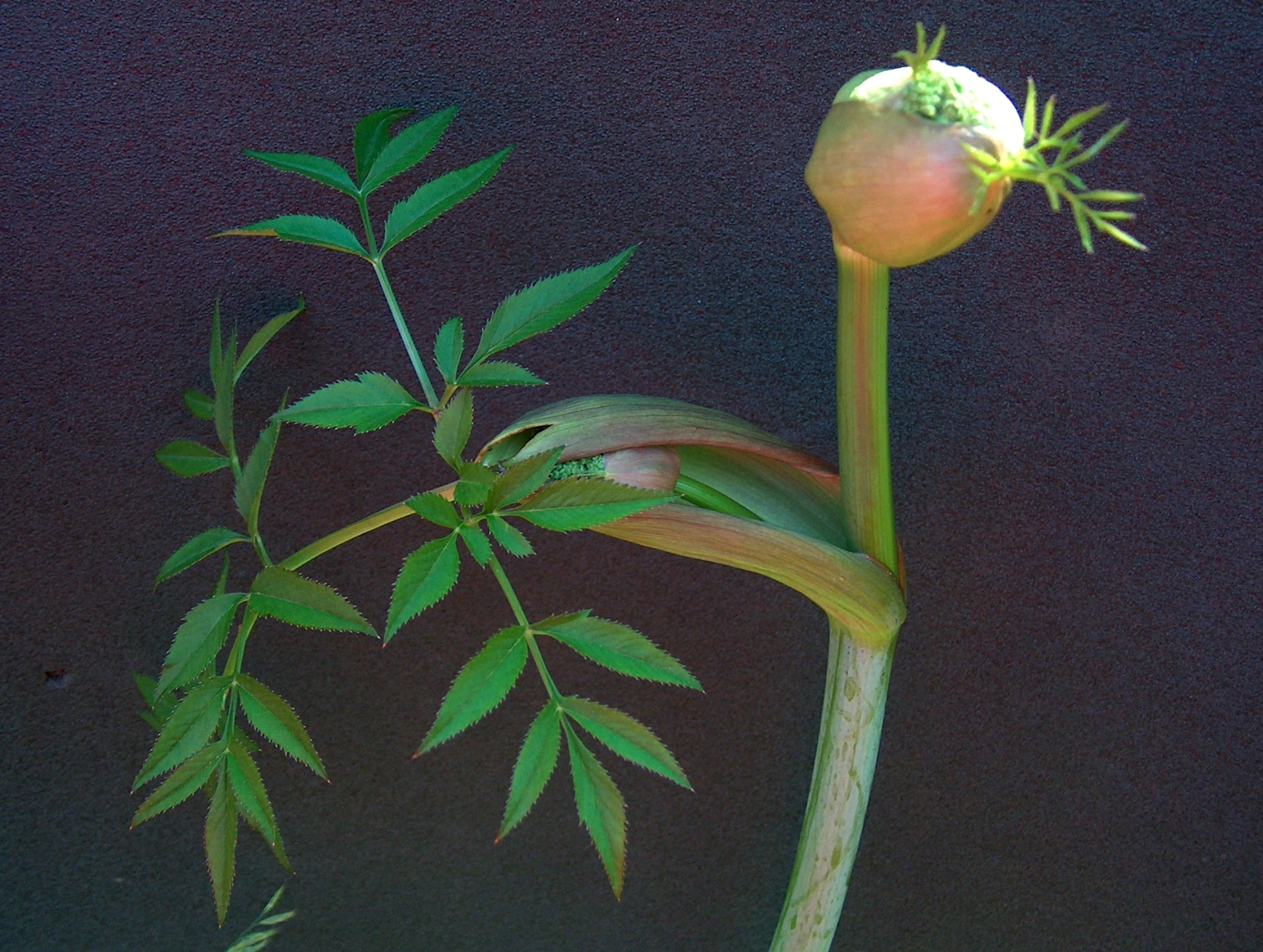
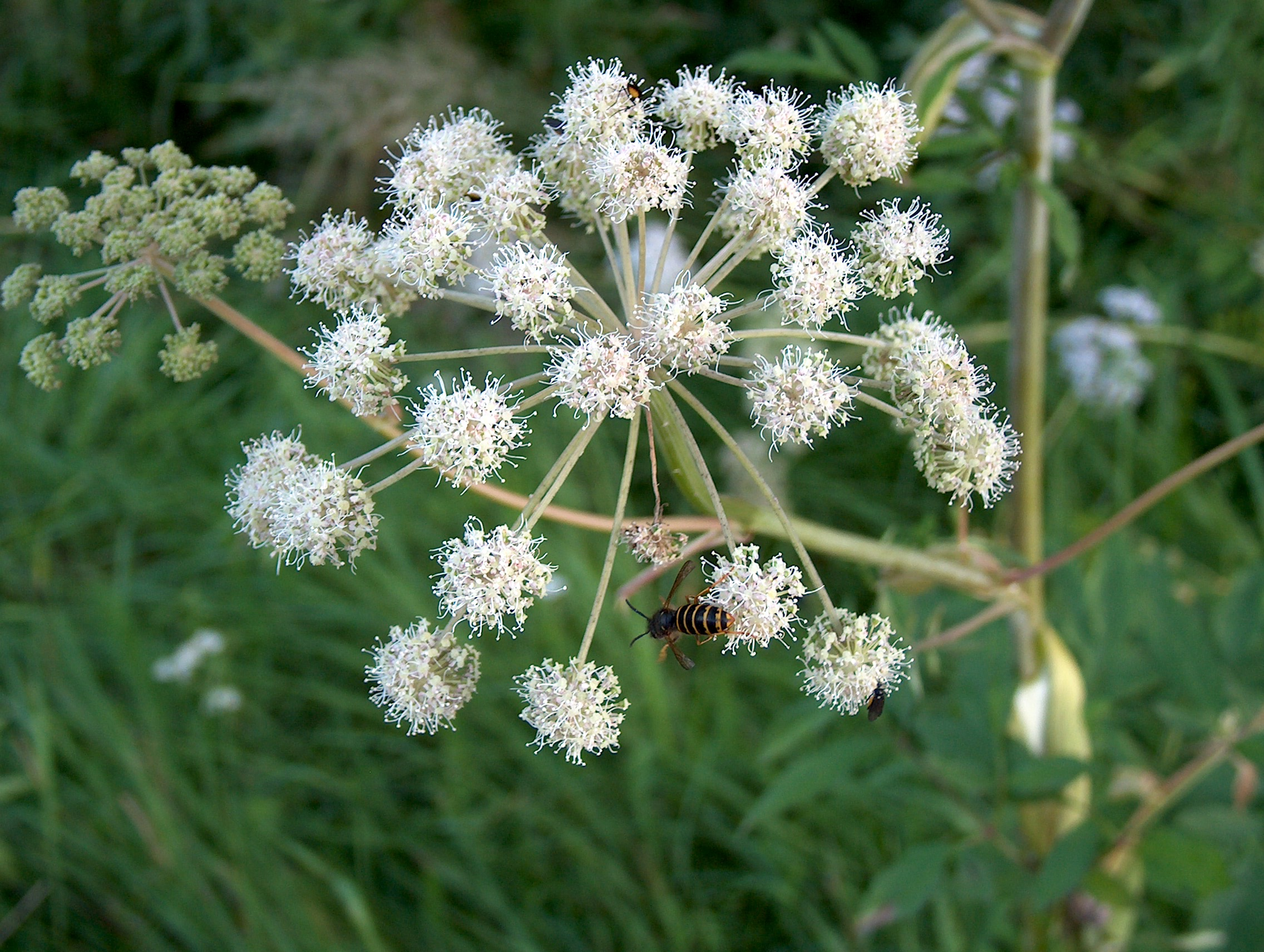
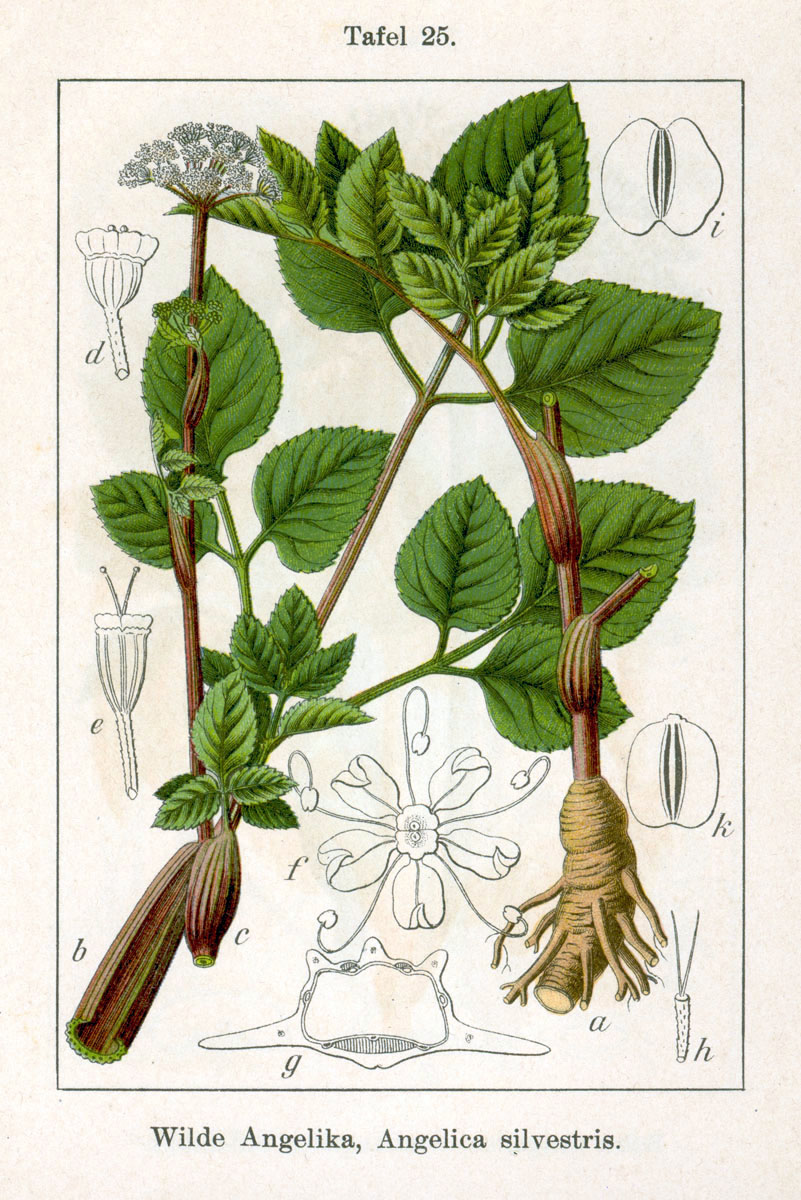